# Freestyle (rap)
 For alternative betydninger, se Freestyle. (Se også artikler, som begynder med Freestyle)
Freestyle rap er den improviserede gren af rappen, som udføres med få eller ingen pre-skrevne tekster. MC'en rapper de rim han finder på imens han finder på dem. Freestyle rap er blevet mere og mere populært og dermed udbredt i de senere år, hvilket f.eks. ses med arrangementer som MC's Fight Night og MC's Fight Night Grøn koncert Tour.
Freestyle rap er specielt udbredt blandt amerikanske hip-hop artister. Freestyle rap kan bestå af allerede skrevet lyrik eller improvision af lyrik uden nogen speciel form for struktur.
 Der er for få eller ingen kildehenvisninger i denne artikel, hvilket er et problem. Du kan hjælpe ved at angive troværdige kilder til de påstande, som fremføres i artiklen.

| Musik | Spire Denne musikartikel er en spire som bør udbygges. Du er velkommen til at hjælpe Wikipedia ved at udvide den. |